# Joe Corvo
Joseph "Joe" Corvo, född 20 juni 1977 i Oak Park, Illinois, är en amerikansk professionell ishockeyspelare som spelar i Ottawa Senators i NHL.
Corvo har tidigare spelat i Carolina Hurricanes, Boston Bruins, Washington Capitals och Los Angeles Kings.